# Society of Women Writers and Journalists
La Society of Women Writers & Journalists (« Société des écrivaines et femmes journalistes ») est une société savante britannique pour les écrivaines professionnelles.
Les objectifs de la société incluent « l'encouragement à la réussite littéraire, le maintien de standards professionnels élevés, et les contacts sociaux avec les collègues écrivaines et autres de ce domaine ». Elle est fondée en 1894, sous le nom de Society of Women Journalists (« Société des femmes journalistes »), par J. S. Wood, éditrice de The Gentlewoman. La société adopte son nom actuel en 1954. 
La société commence à publier un magazine interne trisannuel, Woman Journalist (« La femme journaliste »), en 1910. Son titre est changé en Woman Writer (« L'écrivaine ») en 2000.
Les écrivains hommes peuvent désormais rejoindre la société en tant que membres associés.